# Phyllomedusa duellmani
Phyllomedusa duellmani — вид жаб родини Phyllomedusidae. Цей вид є ендеміком Перу. Населяє тропічний та субтропічний дощовий гірський ліс, річки, болота, тимчасові водойми тощо. Зустрічається лише у регіоні Амасонас на висоті 1800–1900 м над рівнем моря.
Вид названий на честь американського герпентолога Вільяма Едварда Дюльмана.